# Macronemurus tinctus
Macronemurus tinctus är en insektsart som beskrevs av Hermann Julius Kolbe 1897. Macronemurus tinctus ingår i släktet Macronemurus och familjen myrlejonsländor. Inga underarter finns listade i Catalogue of Life.